# K.k. Südliche Staatsbahn
Die k.k. Südliche Staatsbahn (SStB) war eine Eisenbahngesellschaft Österreich-Ungarns, die unter anderem 1857 die durchgängige Schienenverbindung Wien–Triest herstellte. Das Netz der SStB umfasste die Strecke Gloggnitz–Mürzzuschlag–Graz–Marburg–Cilli–Laibach–Triest.

## Geschichte

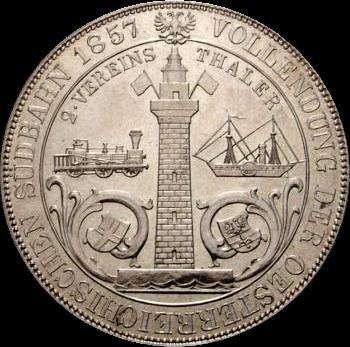
Ein Doppelter Vereinsthaler (= 3 Gulden österreichischer Währung) zur Vollendung der oesterreichischen Südbahn 1857, mit den Wappen von Wien und Triest.

Zu Beginn führte die Wien-Raaber-Bahn den Betrieb für die SStB. Ab 1. Mai 1851 übernahm die SStB den Betrieb in Eigenregie. Die erste Teilstrecke Mürzzuschlag–Graz wurde am 21. Oktober 1844 eröffnet, die Semmeringbahn (Gloggnitz–Mürzzuschlag) am 17. Juli 1854. Mit der Fertigstellung des letzten Teilstücks Laibach–Triest am 27. Juli 1857 war die durchgängige Verbindung Wien–Triest hergestellt.

„Vom k.k. Statthalterei-Präsidium in Triest an die k.k. Ministerien des Inneren und des Handels. Triest, 27. Juli.
Se. k.k. Apostolische Majestät sind heute Vormittags 10 Uhr, die Eisenbahnstrecke Laibach-Triest eröffnend, glücklich hier angekommen und haben die feierliche Schlußsteinlegung allergnädigst vorzunehmen geruht, wornach Allerhöchst dieselben unter Jubel der Bevölkerung Sich an das Allerhöchste Absteigquartir begaben.“

Am 23. September 1858 wurde die SStB an die Südbahngesellschaft verkauft (Privatisierung), womit schließlich die Strecke Wien–Triest in einem riesigen Eisenbahnnetz aufging.